# Константинос Кентерис
Константинос Костас Кентерис (грч. Κωνσταντίνος Κώστας Κεντέρης; Митилена 11. јул 1973) бивши је грчки атлетичар, атлетски спринтер који се специјализовао за трке на 100 м и 200 м. Олимпијски шампион у трци на 200 метара 2000. године у Сиднеју.

## Каријера
Године 1992. заузео је 6. место на јуниорском Светском првенству у Сеулу на 200 метара, а 1993. у Нарбону освојио је златну медаљу на Медитеранским играма на 400 метара. На Светском првенству 1999. године у Севиљи победио је у својој квалификационој трци на 200 метара победивши, између осталих, Морис Грин, међутим, због повреде није наставио са такмичењем. Годину дана касније постао је освајач златне медаље на Олимпијским играма у Сиднеју, такође на 200 метара. На Светском првенству у Едмонтону 2001. поново је освојио златну медаљу и постао један од најпрепознатљивијих атлетичара на свету.
Освојио је златну медаљу на Европском првенству у Минхену 2002. године. Годину дана касније освојио је Европски атлетски куп (Фиренца 2003), али времена која је постигао била су далеко од оних претходних година. Године 2004. постао је државни првак и уврштен је међу фаворите за паљење олимпијске бакље. Дан пре почетка Игара избио је скандал — Кентерис (заједно са водећом грчком спринтерком Екатерини Тану) није се појавио на антидопинг тесту. Да би прикрили ствар, лажирали су несрећу на мотоциклу, али је ИААФ дисквалификовала грчке такмичаре. Грчки суд га је 2011. године прогласио кривим за лажно сведочење у вези са наводном несрећом на мотоциклу 2004. године, али је жалбени суд поништио ову пресуду.

## Лични рекорди
| Датум        | Дисциплина      | Место  | Време    |
| ------------ | --------------- | ------ | -------- |
| 23. 6. 2001. | 100 м           | Бремен | 10.15    |
| 9. 8. 2002.  | 200 м           | Минхен | 19.85 НР |
| 27. 7. 1998. | 400 м           | Солун  | 45.60    |
| 9. 2. 2000.  | 200 м (дворана) | Пиреј  | 20.80    |
| 13. 2. 1999. | 400 м (дворана) | Пиреј  | 46.36 НР |